# Порт Монмаут (Њу Џерзи)
Порт Монмаут (енгл. Port Monmouth) насељено је место без административног статуса у америчкој савезној држави Њу Џерзи.

## Демографија
По попису из 2010. године број становника је 3.818, што је 76 (2,0%) становника више него 2000. године.
| Група             | 2000.         | 2010.         |
| Белци             | 3.392 (90,6%) | 3.334 (87,3%) |
| Афроамериканци    | 48 (1,3%)     | 82 (2,1%)     |
| Азијати           | 16 (0,4%)     | 76 (2,0%)     |
| Хиспаноамериканци | 260 (6,9%)    | 302 (7,9%)    |
| Укупно            | 3.742         | 3.818         |